# Robert de Baviera
Robert de Baviera, cap de la casa reial de Baviera (Múnic 1869 - Leutstetten 1955). Príncep de la Casa de Baviera amb el tractament d'altesa reial que des de l'any 1921 exercí com a cap de la Casa Reial de Baviera.
Nascut a la ciutat de Múnic el dia 18 de maig de l'any 1869 essent fill del rei Lluís III de Baviera i de l'arxiduquessa Maria Teresa d'Àustria-Este. Robert era net per via paterna del príncep regent Leopold de Baviera i de l'arxiduquessa Augusta d'Àustria-Toscana i per via materna de l'arxiduc Ferran Carles d'Àustria-Este i de l'arxiduquessa Elisabet d'Àustria.
Robert es casà el 10 de juliol de l'any 1900 a Múnic amb la princesa Maria Gabriela de Baviera, filla del duc Carles Teodor de Baviera i de la infanta Maria Josepa de Portugal. La parella tingué quatre fills:
- SAR el príncep Leopold de Baviera, nat a Múnic el 1901 i mort el 1914 a Berchtesgaden.
- SAR la princesa Irmingard de Baviera, nada a Bad Kreuth 1902 i morta a Tegernsee el 1903.
- SAR el príncep Albert de Baviera, cap de la casa reial de Baviera, nat a Múnic el 1905 i mort al Castell de Berg el 1996. Es casà en primeres núpcies amb la duquessa d'origen bohemi Maria Draskovich von Trakostjan i en segones núpcies amb la comtessa d'origen hongarès Maria Eugènia Keglevich von Buzin.
- SAR el príncep Rodolf de Baviera, nat a Múnic el 1909 i mort el 1912.

La duquessa Maria Gabriela de Baviera morí l'any 1912 a Baviera i Robert es tornà a casar, aquesta vegada amb la princesa Antònia de Luxemburg filla del gran duc Guillem IV de Luxemburg i de la infanta Maria Anna de Portugal.
El matrimoni se celebrà l'any 1921 a Hohenburg bei Lenggries. La parella tingué quatre fills:
- SAR el príncep Enric de Baviera, nat a Hohenburg bei Lenggries el 1922 i mort a Bariloche (Argentina) el 1958- Es casà amb l'aristòcrata Anna de Lustrac.
- SAR la princesa Irmingard de Baviera, nada a Berchtesgadeb el 1923. Està casada amb el príncep Lluís de Baviera.
- SAR la princesa Edita de Baviera, nada a Hohenburg el 1924. contragué matrimoni en primeres núpcies amb l'italià Tito Brunetti i en segones núpcies amb el ciutadà hongarès Gustav Schimert.
- SAR la princesa Hilda de Baviera, nada a Berchstesgaden el 1926 i morta a Múnic el 2002. Es casà amb el ciutadà peruà Juan Bradstock de Loayza.

Durant la Primera Guerra Mundial, el príncep hereu Robert dirigí les tropes bavareses integrades dins de l'exèrcit d'Alemanya que atacaren a França pel front obert a la Lorena. Robert fracassà en l'intent de trencar el front de la Lorena i accedir a França. Malgrat això, l'any 1916 se li concedí el grau militar de general i la història militar el recorda com un dels millors generals de sang reial de l'exèrcit alemany.
Amb la caiguda de la monarquia a Alemanya a finals de 1918 i amb l'esclat de la revolució espartaquista, la família reial bavaresa s'establí a les enormes finques que posseïen a Hongria. Aviat, però, l'any 1921 pogueren retornar amb plena seguretat a Múnic.
Al llarg de la dècada dels anys 1930, el príncep Robert fou dels pocs membres de les famílies reials alemanyes que se significaren obertament i en públic en contra del nacionalsocialisme. El príncep s'erigí com un baluard en contra d'Adolf Hitler i per tal d'evitar-se problemes es reinstal·là a Hongria.
Quan l'any 1944 les tropes nazis ocupen Hongria, la família reial bavaresa és feta presonera, tan sols el príncep Robert pogué escapar de l'arrest. La princesa Antònia de Luxemburg, i els seus filles són traslladats al camp de concentració de Sachsenhausen a Brandenburg i posteriorment al camp de concentració de Dachau.
La brutalitat amb què el règim tractà a la família reial bavaresa i el símbol de democràcia i prestigi que obtindrà el príncep Robert contribuiran a encimbellar a la família reial en altes quotes de popularitat a Baviera. Ara bé, el pas pels camps de concentració provocaren greus problemes de salut a la princesa Antònia que morí poc temps després víctima de greus seqüeles.
Robert morí l'any 1955 a l'edat de 86 anys. El succeí com a cap de la casa reial de Baviera el seu fill primogènit, el príncep Albert de Baviera.